# カナディアン川

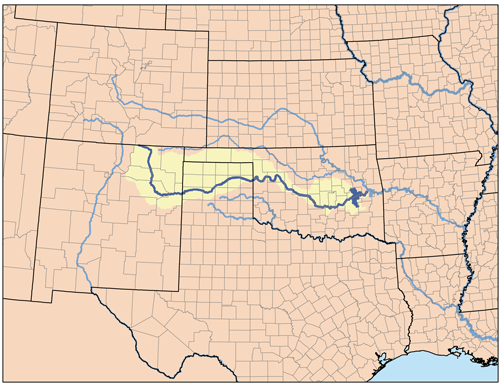
カナディアン川の流路と流域。

カナディアン川（カナディアンがわ、英: Canadian River、ポーニー語: Kícpahat）とは、北アメリカ大陸の南部の内陸部を、流路全体で見ると、ほぼ西から東へと流れているミシシッピ川水系の河川の1つである。アメリカ合衆国のコロラド州の南端部に源を発して、間もなくニューメキシコ州に入り、そこで東へと向きを変えてテキサス州の北端部、オクラホマ州の中央部を流れて、ここでアーカンソー川に合流する。全長は約1458kmで、アーカンソー川の支流の中では最も長い。なお、支流のノース・カナディアン川と区別して、サウス・カナディアン川とされることもある。

## 名前の由来
川の名前の由来は定かでない。ジョン・C・フレモントが1845年に作製した道路地図には、コマンチ族とカイオワ族の名称（gúlvàu 赤い川の意）をあわせて Goo-al-pah or Canadian River と記されている。一説には初期のフランス人猟師や商人、特にテキサス州の回廊地帯付近では概ね北東の方向へと流れていることから、この川はカナダに至ると仮定したカナダ出身のマレ兄弟の命名とされる。マリエル・H・ライトは1929年に、カナディアン川は1820年ごろ、アーカンソー川との合流点付近で野営した、カナダ出身の別のフランス人商人グループによって命名されたと書いた 。
オクラホマ文化・歴史事典によると、17世紀から18世紀のスペイン人探検家は、この川をリオ・ブエナベントゥラ川やマグダレーナ川と呼んだ。
ニューメキシコ州北部とテキサス州では深い峡谷を刻んでいるため、スペイン語で「峡谷」を意味するカニャーダ (cañada) からきたと解することもできる。数点の歴史的文書が、この説の引証とされる。エドワード・ヘイルは1929年に、フランス説が最も有力であると述べた。
さらに最近、先住民族のカドのことばで近くのレッド川を指す káyántinu のスペイン語表記であるリオ・カナディアーノ (Río Canadiano) が転じたものとの説がウィリアム・ブライトから出されている。

## 歴史
1820年のドークス・スタンド条約まで、カナディアン川はチョクトー族の土地の北境であった。カリフォルニアに向かう初期の移民は、サンタフェまでカナディアン川の南岸を通った。1845年には、米陸軍地理工学兵団のジェームズ・ウィリアム・アバートとウィリアム・G・ペック両中尉が川を探検した。2人の旅路は Journal of Lieutenant J.W. Abert from Bent’s Fort to St. Louis として、1846年に刊行された。

## 流路
ニューメキシコ州境の北約2.5kmに位置する、コロラド州ラスアニマス郡南西部のサングレ・デ・クリスト山脈東側の標高約2900m地点に源流がある。州境を東南東にまたいだ後、南流し、ニューメキシコ州ラトンの西を通過。同州スプリンジャーの南で険しい峡谷となる。コンチャス湖にある最初のダムから、東に向きを変える。ローガンにあるダムでは、ユート湖を形成している。それからテキサス州の北端部に存在する回廊地帯に入り、サンフォードのダムでメレディス湖を形作る。ニューメキシコ州東部とテキサス・パンハンドルの峡谷はリャノ・エスタカードの北限として、リャノ・エスタカードとグレートプレーンズを隔てている。東に流れ続けてオクラホマ州に入り、オクラホマシティのちょうど南を通過。ユーフォーラで再びダムがあり、最大のダム湖であるユーフォーラ湖となる。さらに32kmほど下った、アーカンソー州境の西約64kmのロバート・S・カー貯水池でアーカンソー川と合流する。
赤い泥の湿地と流砂の影響で、ほとんどの区間において流れはゆるやかである。

## 写真集

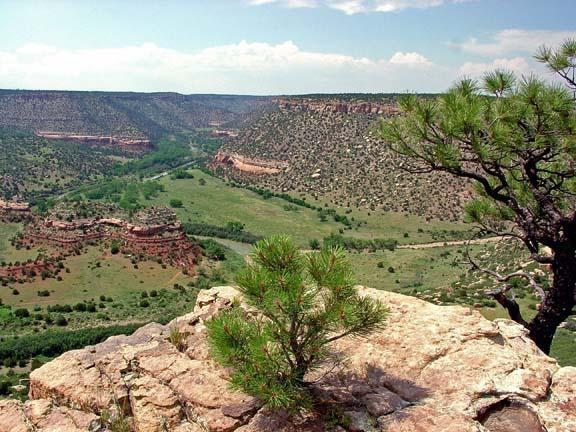
東ニューメキシコのカイオワ国立草原にあるカナディアン川の峡谷。
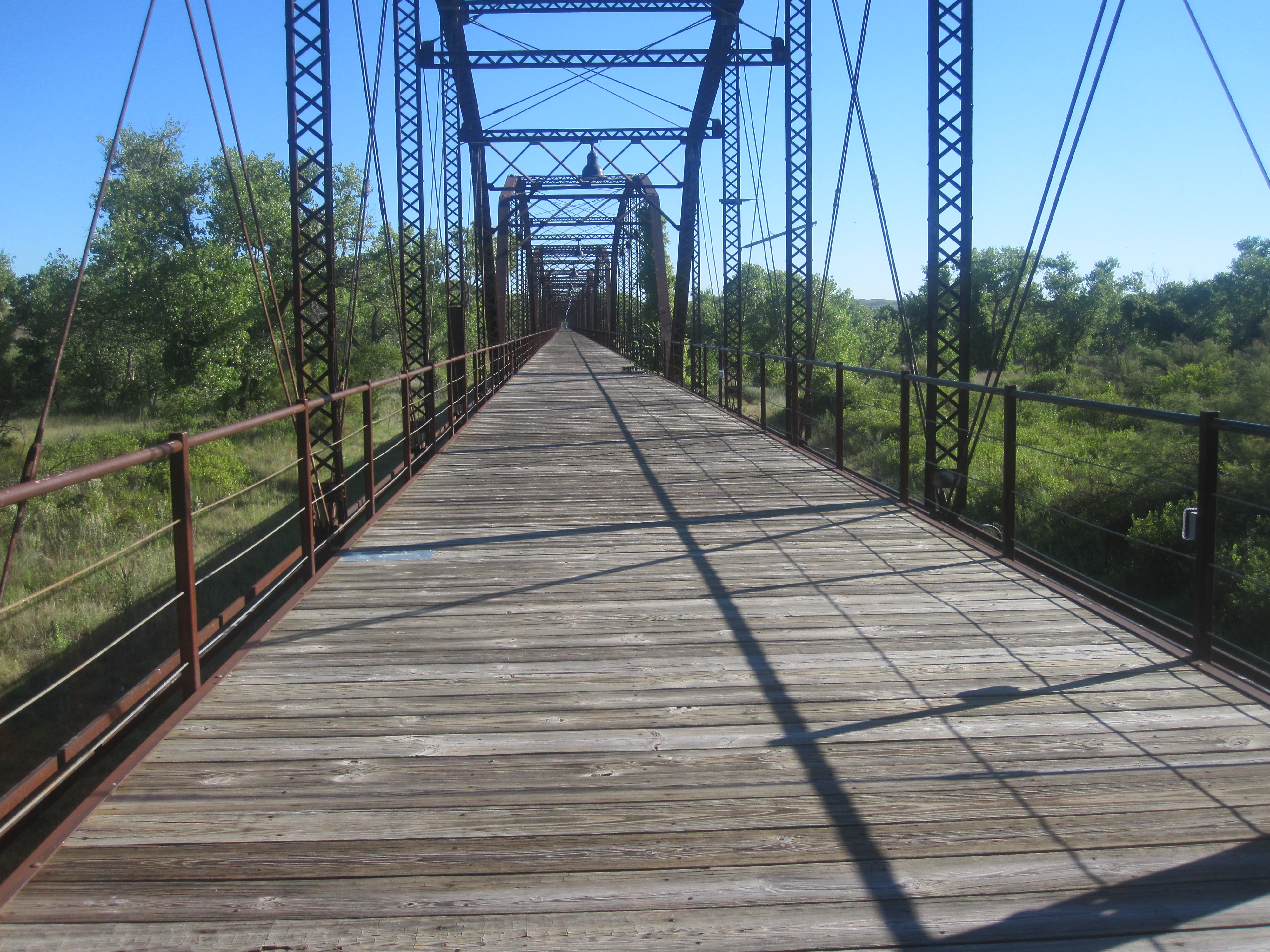
テキサス州ヘンフィル郡のカナディアン川にかかる木造の橋。
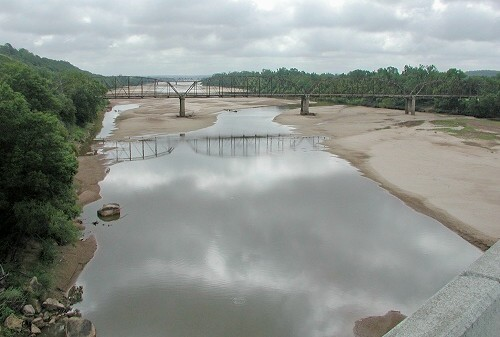
オクラホマ州カルビンにて。